# Под истим небом
Под истим небом је југословенски ратни филм из 1964. године. Режирали су га Љубиша Георгијевски и Миомир Мики Стаменковић а сценарио су написали Томе Арсовски и Јован Бошковски

## Улоге
| Глумац          | Улога                   |
| --------------- | ----------------------- |
| Драгомир Фелба  |                         |
| Јован Милићевић | (као Јован Миликјевикј) |
| Весна Крајина   | (као Весна Краина)      |
| Нада Гешовска   | Крстевица               |
| Марко Тодоровић | (као Марко Тодоровикј)  |
| Беким Фехмију   | Керим                   |
| Славко Симић    | (као Славко Симикј)     |
| Виктор Старчић  | (као Виктор Старцикј)   |
| Драган Оцокољић | (као Драган Оцоколикј)  |
| Дарко Дамевски  |                         |
| Јован Ранчић    | (као Јован Ранчикј)     |
| Бранка Зорић    | (као Бранка Зорикј)     |

Остале улоге ▼
| Глумац              | Улога                |
| ------------------- | -------------------- |
| Киро Ћортошев       | (као Киро Кјортошев) |
| Абдурахман Шаља     |                      |
| Тодор Николовски    |                      |
| Драги Костовски     |                      |
| Предраг Дишљенковић | (као Киро Кјортосев) |
| Панче Камџик        |                      |
| Панче Грнчаров      |                      |
| Калин Гјурчинов     |                      |
| Жарко Којчев        |                      |